# Ralph Hodgson
Ralph Hodgson (* 9. September 1871 in Darlington, Durham; † 3. November 1962 in Minerva, Ohio) war ein englischer Dichter, Verleger und Übersetzer.

## Leben und Wirken
In den Jahren nach 1890 begann Hodgson unter dem Namen Yorick Zeichnungen im Londoner Weekly Magazine of Sport and Out-Door-Life zu veröffentlichen. 1912 war er Mitgründer des At the Sign of the Flying Flame Verlages.
1907 erschien seine erste Sammlung mit Gedichten unter dem Titel The Last Blackbird and Other Lines. Edward Marsh nahm seine Gedichte in die Sammlung Georgian Poetry 1913–1915 (1915) und Georgian Poetry 1916–1917 (1917) auf. 1917 machte er sich auch mit seinem Band Poems einen Namen als eigenständiger Dichter.
Von 1932 bis 1938 lehrte Hodgson Englisch an der Tohoku-Universität in Sendai, Japan und übersetzte japanische Lyrik ins Englische.
1938 ließ er sich mit seiner dritten Frau Lydia Aurelia Bollinger in Minerva (Ohio) nieder.
1954 wurde ihm die Queen’s Gold Medal for Poetry verliehen.